# Dolichiscus profundus
Dolichiscus profundus är en kräftdjursart som beskrevs av Schultz 1981. Dolichiscus profundus ingår i släktet Dolichiscus och familjen Austrarcturellidae. Inga underarter finns listade i Catalogue of Life.